# Murat Seven
Murat Seven (* 1980 in Berlin) ist ein deutsch-türkischer Schauspieler.

## Werdegang
Seine Ausbildung erhielt er zwischen 2002 und 2005 an der Schauspielschule Charlottenburg. Er spielte in Mark Poeppings Kurzfilm Kleine Fische (2005) mit. Seine erste TV-Hauptrolle verkörperte Seven in Hakan Savaş Micans Adems Sohn (2008). 2009 hatte der Schauspieler in Neco Çeliks Theaterinszenierung von Günter Senkels und Feridun Zaimoglus Stück Nathan Messias „einen großen Auftritt als Engel der Apokalypse“ (Patrick Wildermann, Der Tagesspiegel).
2009 spielte er eine Gastrolle bei Alarm für Cobra 11 – Die Autobahnpolizei in der Folge Bruderliebe (Staffel 14). Von 2009 bis 2012 sah man ihn bei Gute Zeiten, schlechte Zeiten als Hakan Buran, Oberhaupt einer Verbrechergang. 2016 spielte er in dem Drama Haus ohne Dach mit.
Seven arbeitet auch in türkischer Sprache.

## Filmografie (Auswahl)
- 2009: Alarm für Cobra 11 – Die Autobahnpolizei (Fernsehserie, Folge Bruderliebe)
- 2009–2012: Gute Zeiten, schlechte Zeiten
- 2016: Haus ohne Dach
- 2019: Frau Stern
- 2019: Die Informantin – Der Fall Lissabon
- seit 2020: Fritzie – Der Himmel muss warten
- 2021: Jenseits der Spree (Fernsehserie, Folge Tunnelblick)
- 2021: SOKO Stuttgart (Fernsehserie, Folge Sonnengruß ins Jenseits)
- 2024: Sieger sein
- 2024: Die Rosenheim-Cops (Fernsehserie, Folge Eine geniale Idee)
- 2024: Tatort: Deine Mutter
- 2024: Kraven the Hunter

## Einzelbelege
1. ↑  Murat Seven bei vollfilm.com, abgerufen am 15. September 2024
2. ↑  Murat Seven bei vollfilm.com, abgerufen am 25. März 2025
3. ↑  Murat Seven bei den Berliner Symphonikern, abgerufen am 15. September 2024
4. ↑  Bühne frei für Gott : Das Ballhaus zeigt "Nathan Messias". In: Tagesspiegel. 19. April 2009 (archive.org).
5. ↑  https://www.vollfilm.com/murat-seven.pdf